# Чёрная курица, или Подземные жители (фильм)
«Чёрная курица, или Подземные жители» — художественный фильм режиссёра Виктора Греся, вышедший в 1980 году на киностудии имени Довженко. Экранизация одноимённой сказки Антония Погорельского.
Творческий коллектив картины был удостоен первого приза на Всесоюзном кинофестивале (1981, Вильнюс); лента получила Золотой приз в конкурсе детских фильмов на Московском кинофестивале (1981), а также ряд других кинонаград.

## Сюжет
При прощании с родителями Алёша Ланской не может сдержать слёз: он впервые покидает дом. Его отец объясняет, что мужчина должен служить Отечеству, а для этого необходимо иметь хорошие знания. Вскоре карета увозит Алёшу в петербургский частный пансион, за обучение в котором родители внесли плату на несколько лет вперёд. Директор заведения, представляя новичка, советует ему «со всем рвением» приступить к занятиям, а для демонстрации пансионных порядков выпускает на волю птичку, сидевшую в клетке. Сделав в воздухе круг, та возвращается назад.
Среди педагогов мальчик выделяет учителя словесности, Ивана Карловича, и преподавателя французского языка, Дефоржа, относящихся к Алёше с симпатией и сочувствием. Читая рыцарские романы, он мечтает о том, что однажды в пансион прибудет Ланселот, который увезёт его из заведения с казарменными порядками.
Однако наступают каникулы, и ученики отправляются домой, а за Алёшей никто не приезжает: его отец присылает письмо, в котором сообщает, что забрать сына не позволяют «дела службы». Для мальчика, оставшегося в одиночестве, другом и собеседником становится гуляющая по двору чёрная курица Чернушка. Однажды, увидев, как кухарка Трина с ножом направляется к Чернушке, намереваясь приготовить из неё обед, Алёша бросается к женщине с криком и мольбой. Ради спасения курицы он отдаёт Трине золотую монету — единственную ценную вещь, привезённую из дома.
Ночью в спальне мальчика вдруг зажигаются десятки маленьких свечей. Открыв глаза, Алёша видит Чернушку, которая просит следовать за ней. Так Алёша попадает в подземное царство, где его встречают король и его министр, которым и оказалась Чернушка. В благодарность за спасение Чернушки гостю дарят волшебное конопляное семечко. Отныне с его помощью Алёше станут доступны все знания, описанные в книгах.
Единственная просьба, с которой король обращается к Алёше, связана «со скромностью»: он не должен кому-либо рассказывать о том, что видел в подземном царстве. Алёша обещает сохранить тайну, но сдержать клятву не сможет.

## В ролях
| Актёр               | Роль                                                 |
| ------------------- | ---------------------------------------------------- |
| Виталий Сидлецкий   | Алёша Ланской (озвучивание Маргарита Корабельникова) |
| Лариса Кадочникова  | маменька                                             |
| Аристарх Ливанов    | папенька / Ланселот                                  |
| Альберт Филозов     | Иван Карлович / Министр                              |
| Владимир Кашпур     | Кобылкин директор пансиона                           |
| Валентин Гафт       | Дефорж / Король                                      |
| Евгений Евстигнеев  | учитель богословия                                   |
| Людмила Сосюра      | Дарья Петровна                                       |
| Алёша Черствов      | Мефодий                                              |
| Виолетта Жухимович  | Трина кухарка                                        |
| Николай Сектименко  | Егор                                                 |
| Анатолий Столбов    | проверяющий пансион                                  |
| Владимир Сошальский | Рылов генерал-полицмейстер                           |
| Антон Артёменко     | воспитанник пансиона                                 |

## Съёмочная группа
- Автор сценария: Тимур Зульфикаров
- Режиссёр-постановщик: Виктор Гресь
- Операторы-постановщики:
  - Андрей Владимиров
  - Павел Степанов
- Художник-постановщик: Алексей Левченко
- Композитор: Олег Каравайчук
- Звукооператор: Рэма Крупенина
- Директор картины: Виктор Антонченко

## Отзывы и рецензии
Стоит мальчику из казённого пансиона открыть под давлением обстоятельств тайну сказочного мира, как он тут же рушится, оставляя ребёнка наедине с миром реальным — миром безликих марширующих солдатиков.
По свидетельству киноведов, сразу после выхода в свет фильм получил хорошие отклики в средствах массовой информации. Критики начала 1980-х годов назвали ленту философской притчей, которая одинаково интересна людям разного возраста.
Спустя десятилетия исследователи кино сохранили доброжелательное отношение к первой полнометражной работе Виктора Греся. Киновед Евгений Марголит («Сеанс»), проведя грань между «трогательной, изобретательной, в меру дидактичной» сказкой Антония Погорельского и картиной Греся, отметил, что при перенесении на экран «Чёрная курица…» обрела черты напряжённой притчи о том, как «казарменный режим распаляет потаённую поэтическую фантазию»:
Отдельных откликов удостоились композитор Олег Каравайчук и исполнитель двух «отменно непохожих» ролей Альберт Филозов, многоликость которого, по мнению киноведа Мирона Черненко («Искусство кино»), проявилась в этой ленте «сразу на нескольких уровнях»:
Возможность воплощений, превращений и переодеваний, открывшаяся здесь перед актёром, не имеет себе равных на всем продолжении его актёрской карьеры. И потому «Чёрная курица...» оказывается фильмом чрезвычайно существенным для понимания филозовской тайны.

## Награды и фестивали
Работа кинооператоров Владимирова и Степанова была отмечена дипломом I степени Всесоюзного конкурса на лучшее использование негативных отечественных киноплёнок. Вся картина отснята на негативную плёнку ДС-5 с применением «ДДЗ» — дополнительной дозированной засветки перед основным экспонированием. Такая технология, являющаяся одной из разновидностей латенсификации, использовалась советскими операторами для компенсации недостаточного качества цветопередачи отечественных фотоматериалов при невозможности использования импортной плёнки.
- Всесоюзный кинофестиваль (1981, Вильнюс) — первый приз творческому коллективу в конкурсе фильмов для детей и юношества;
- Московский международный кинофестиваль (1981) — Золотой приз в конкурсе детских фильмов
- Международный кинофестиваль детских фильмов в Минске (1981) — специальный приз
- Международный кинофестиваль детских фильмов в Джифони (1981) — специальный приз
- Международный кинофестиваль в Туре (1982) — диплом
- Международный кинофестиваль детских фильмов в Пуатье (1982) — специальный приз